# 菅野麻友
菅野 麻友（かんの まゆ、1994年〈平成6年〉9月28日 - ）は、日本のモデル、タレント、元レースクイーンである。兵庫県出身。以前は長谷川 麻友（はせがわ まゆ）としてクレイズアソシエイションに所属し、その後イー・スマイルに所属していた。

## 経歴
2013年よりモデルとして活動開始。同年の東京モーターショーでは、河原さゆりと共にEXEDYブースのコンパニオンをしていた。
2014年4月11日、ラナエンターテイメントによりエヴァンゲリオンレーシングの2014年体制として渚カヲル役のレースクイーンを行うことが発表された。しかし同年のSUPER GTには同レーシングは出場しておらず、同年7月の鈴鹿8時間耐久ロードレースにてRQ活動が行われたのみとなった。
2015年、クレイズアソシエイションからイー・スマイルに移籍し「菅野麻友」に改名。同年のSUPER GT・GT500(1 NISMO)AUTECHレースクイーンを務める。AUTECHのレースクイーンとしては初の1990年代生まれとなる。
2016年度は引き続きAUTECHのレースクイーンとして、同年のSUPER GT・GT500(1 NISMO)に携わる。AUTECHレースクイーンの2年連続起用は美波千夏（2010年 - 2012年まで3年連続）以来となる。
2017年2月19日のブログにおいてレースクイーン卒業を発表。その後イー・スマイルを退所した。同僚だった安田七奈のツイッターによると、現在は淡路島在住とのこと。

## 人物
- 趣味はショッピング、お散歩。特技は料理、習字。
- 6歳下の弟がいる[7]。
- 同じ事務所に所属していた元レースクイーンの神崎裕女（かんざき ゆめ）とは同じ淡路島出身で、在籍も同時期であった[8]。菅野は神崎のことを“ゆめっしー”と呼んでいたという[9]。

## 出演

### ショー
- フィッシングショー大阪（2014年2月、インテックス大阪）ジャッカルブース
- フィッシングショー名古屋（2014年3月）ジャッカルブース

### レースクイーン
- EXEDY夏祭りイベント・レーシングガール（2013年8月）
- スーパー耐久 テクノファーストレーシングチーム（2013年8月-10月、2014年）
- SUPER GT GT500(1・NISMO) AUTECHレースクイーン（2015年）

### イベント
- 東京モーターショー（2013年11月、EXEDYブース）[3]
- 大阪モーターショー（2013年12月、ハーレーダビッドソンブース）
- 大阪オートメッセ（2014年2月、V-VISION LEVEL-Vブース）
- 名古屋オートトレンド（2014年3月、V-VISION LEVEL-Vブース）

- エヴァンゲリオンレーシング2014 - 渚カヲル 役
  - 2014年6月 原宿エヴァストアお引越しセレモニー
  - 2014年7月 鈴鹿8時間耐久ロードレース
  - 2014年11月 エヴァストア3周年記念・池袋8時間耐久ニコニコ生放送!![10][11]

#### 東京オートサロン出演歴
| 年             | 出演ブース       | 備考                       |
| -------------- | ---------------- | -------------------------- |
| 2014年         | V-VISION LEVEL-V | 「長谷川麻友」名義         |
| 2016年・2017年 | 日産自動車       | AUTECHレースクイーンとして |

## 受賞
- 2015年：日本レースクイーン大賞新人GP・準グランプリ
  - この年は同じ事務所だった早瀬あや[12]がグランプリを受賞しており、イー・スマイル所属者が1位と2位を独占する結果となった[13]。